# Melitaea tremulae
Melitaea tremulae är en fjärilsart som beskrevs av Mathias Piller och Ludwig Mitterpacher von Mitterburg 1783. Melitaea tremulae ingår i släktet Melitaea och familjen praktfjärilar. Inga underarter finns listade i Catalogue of Life.